# Mihaela Sandu
Mihaela Sandu est une joueuse d'échecs roumaine née le 19 février 1977 à Ploiești, grand maître international féminin depuis 2008.
Au 1er octobre 2023, elle est la quatrième joueuse roumaine avec un classement Elo de 2 298 points.

## Biographie et carrière
Sandu remporta la médaille d'argent en 1991 lors du championnat d'Europe des jeunes des moins de quatorze ans.
Grand maître international féminin depuis 2008, Sandu finit deuxième du championnat de Roumanie en 2014.
Sandu a représenté la Roumanie lors de deux olympiades féminines :
- la première fois comme échiquier de réserve (remplaçante) en 2012 à Istanbul, elle marqua la 2,5 points en 5 parties et l'équipe féminine de Roumanie finit cinquième de l'olympiade[3] ;
- puis en 2022, marquant 5 points sur 9 au deuxième échiquier de la Roumanie[4].

Lors des championnats d'Europe par équipe, elle joua  en 2009, 2015, 2017, 2019 et 2021. La Roumanie finit cinquième de la compétition en 2017 et sixième en 2019.
Lors de la Coupe d'Europe des clubs d'échecs (équipes féminines), elle marqua 5 points sur 7 au premier échiquier de l'équipe anglaise de Midland Monarchs  en 2016.
Elle participe régulièrement au championnat d'Europe d'échecs individuel féminin depuis 2008. En 2015, elle finit à la 26e place. Quinze joueuses accusèrent Sandu de tricher. Le comité d'organisation décida de différer la retransmission des coups des parties. La conclusion des organisateurs fut que les accusations étaient infondées : «  Des grands-maîtres ont vérifié ses parties avec des programmes différents et n'ont trouvé aucune trace de triche. Nous pensons que c'est une accusation injuste, une insulte et une pression psychologique. ».